# Gabrias
Gabrias ist eine französische Gemeinde mit 159 Einwohnern (Stand: 1. Januar 2022) im Département Lozère in der Region Okzitanien (vor 2016: Languedoc-Roussillon). Sie gehört zum Arrondissement Mende und zum Kanton Bourgs sur Colagne. Die Einwohner werden Gabriasois genannt.

## Geografie

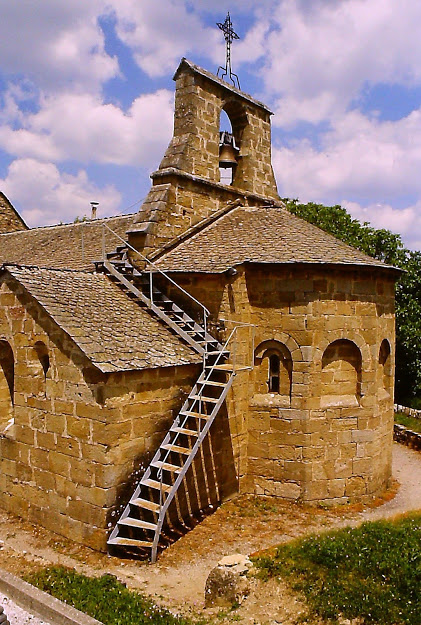
Kirche der Heiligen Unschuldigen (Saints-Innocents)

Gabrias liegt im Gévaudan. Umgeben wird Gabrias von den Nachbargemeinden Lachamp-Ribennes im Norden, Monts-de-Randon mit Servières im Nordosten, Barjac im Osten und Südosten, Esclanèdes im Süden, Grèzes im Südwesten sowie Montrodat im Westen.

## Bevölkerungsentwicklung
| Jahr                       | 1962 | 1968 | 1975 | 1982 | 1990 | 1999 | 2006 | 2018 |
| -------------------------- | ---- | ---- | ---- | ---- | ---- | ---- | ---- | ---- |
| Einwohner                  | 212  | 156  | 149  | 137  | 127  | 125  | 130  | 155  |
| Quellen: Cassini und INSEE |      |      |      |      |      |      |      |      |

## Sehenswürdigkeiten
- Schloss Cougoussac aus dem 14. Jahrhundert, seit 1986 Monument historique
- Église des Saints-Innocents